# Liste des rois d'Israël
Liste des rois qui, selon la Bible, ont régné sur le royaume d'Israël.

## Maisons royales d'Israël
Pour cette période, la plupart des historiens suivent soit les chronologies assez anciennes établies par William F. Albright ou Edwin R. Thiele, soit les chronologies plus récentes de Gershon Galil et Kenneth Kitchen. Toutes ces chronologies sont mentionnées ci-dessous. Toutes les dates sont « avant J.-C. ».
| Albright           | Thiele    | Galil     | Kitchen   | Nom biblique commun             | Nom hébreu                                                       | Références bibliques et notes |
| ------------------ | --------- | --------- | --------- | ------------------------------- | ---------------------------------------------------------------- | --- |
| Maison de Saül     |           |           |           |                                 |                                                                  | |
| 1051–1010          | 1050–1010 | 1050–1010 | 1042–1010 | Saül                            | שאול המלך Sha'ul                                                 | 1Sam. IX - 1Sam. XXXI ; 1Chr. X Fils de Qish, de la tribu de Benjamin. Régna en Israël pendant 40 ans (sur toutes les tribus israélites). Il se tua durant la guerre contre les Philistins, au Mont Guilboa.                                                                               |
| 1010–1008          | 1000–998  | 1010–1008 | 1006–1004 | Ishboshet, Ashba'al ou Ishba'al | (איש בושת (אשבעל Ishboshet (Ashba'al)                            | 2Sam. II,8 - 2Sam. IV,12 ; 1Chr. VIII,33;IX,39 Régna 2 ans en Israël (sur toutes les tribus sauf Juda) |
| Maison de David    |           |           |           |                                 |                                                                  | |
| 1000–962           |           | 1010–970  | 1010–970  | David                           | דוד בן-ישי מלך ישראל David ben Yeshay, Melekh Yisra’el           | 1Sam. XVI - 1Rois II,2 ; 1Chr. XI - 1Chr. XXIX Régna 7 ans sur la tribu de Juda à Hébron, puis 33 ans sur toutes les tribus israélites, à Jérusalem, soit en tout 40 ans. Mort naturelle.                                                                                                  |
| 962–922            |           | 970–931   | 971–931   | Salomon                         | שלמה בן-דוד מלך ישראל Shelomoh ben David, Melekh Yisra’el        | 2Sam. XII,24-25 ; 1Rois I,10 - 1Rois XI ; 1Chr. XXII,5 - 2Chr. IX Régna 40 ans sur toutes les tribus israélites, à Jérusalem. Mort naturelle. |
| Maison de Jéroboam |           |           |           |                                 |                                                                  | |
| 922–901            | 931–910   | 931–909   | 931–911   | Jéroboam Ier                    | ירבעם בן-נבט מלך ישראל Yerav’am ben Nevat, Melekh Yisra’el       | 1Rois XI,26 - 1Rois XIV,20 ; 2Chr. IX,29 - 2Chr. XIII,20 Conduisit la rébellion qui provoqua la division du royaume de Salomon entre le royaume de Juda (Sud, tribus de Juda et Benjamin) et le royaume d'Israël (Nord, 10 autres tribus). Régna en Israël pendant 22 ans. Mort naturelle. |
| 901–900            | 910–909   | 909–908   | 911–910   | Nadab                           | נדב בן-ירבעם מלך ישראל Nadav ben Yerav’am, Melekh Yisra’el       | 1Rois XV,25-31 Régna 2 ans en Israël. Assassiné par Baasa fils d'Ahiyya de la tribu d'Issacar, avec toute sa famille. |
| Maison de Baasa    |           |           |           |                                 |                                                                  | |
| 900–877            | 909–886   | 908–885   | 910–887   | Baasa                           | בעשא בן-אחיה מלך ישראל Ba’asha ben Ahiyya, Melekh Yisra’el       | 1Rois XV,17 - 1Rois XVI,7 ; 2Chr. XVI,1-6 Régna 24 ans en Israël, à Tirça. Mort naturelle. |
| 877–876            | 886–885   | 885–884   | 887–886   | Ela                             | אלה בן-בעשא מלך ישראל ’Elah ben Ba’asha, Melekh Yisra’el         | 1Rois XVI,6-14 Régna 2 ans en Israël, à Tirça. Assassiné par Zimri, un de ses officiers, qui le fit boire [Quoi ?] et le tua dans la maison d'Açra. |
| Maison de Zimri    |           |           |           |                                 |                                                                  | |
| 876                | 885       | 884       | 886       | Zimri                           | זמרי מלך ישראל Zimri, Melekh Yisra’el                            | 1Rois XVI,9-20 Régna 7 jours en Israël, à Tirça. Il périt dans l'incendie de son palais, incendie qu'il avait lui-même allumé face aux armées israélites qui avaient acclamé Omri et qui revenaient de Gibbetôn pour mettre le siège devant Tirça.                                         |
| Maison d'Omri      |           |           |           |                                 |                                                                  | |
| 876–869            | 885–874   | 884–873   | 886–875   | Omri                            | עמרי מלך ישראל ’Omri, Melekh Yisra’el                            | 1Rois XVI,16-28 Régna 12 ans en Israël, dont 6 ans à Tirça et 6 ans à Samarie, qu'il fonda. Mort naturelle. |
| 869–850            | 874–853   | 873–852   | 875–853   | Achab                           | אחאב בן-עמרי מלך ישראל Ah’av ben ’Omri, Melekh Yisra’el          | 1Rois XVI,29 - 1Rois XXII,40 ; 2Chr. XVIII Régna 22 ans en Israël, à Samarie. Mortellement touché par un archer lors de la bataille de Ramoth en Galaad. Il mourut avant son retour à Samarie.                                                                                             |
| 850–849            | 853–852   | 852–851   | 853–852   | Ochozias ou Achazia             | אחזיהו בן-אחאב מלך ישראל ’Ahazyahu ben 'Ah’av, Melekh Yisra’el   | 1Rois XXII,50 - 2Rois I ; 2Chr. XX,35-37 Régna 2 ans en Israël, à Samarie. Se blessa mortellement en tombant du balcon de sa chambre haute. Mourut dans son lit, conformément à la prédiction du prophète Élie.                                                                            |
| 849–842            | 852–841   | 851–842   | 852–841   | Joram                           | יורם בן-אחאב מלך ישראל Yehoram ben ’Ah’av, Melekh Yisra’el       | 2Rois III - 2Rois IX,26 ; 2Chr. XXII,5-7 Régna 11 ans en Israël, à Samarie. Assassiné par Jéhu. |
| Maison de Jéhu     |           |           |           |                                 |                                                                  | |
| 842–815            | 841–814   | 842–815   | 841–814   | Jéhu                            | יהוא בן-נמשי מלך ישראל Yehu ben Nimshi, Melekh Yisra’el          | 2Rois IX,2 - 2Rois X ; 2Chr. XXII,7-9 Oint comme roi d'Israël par un serviteur d'Élisée. Régna 28 ans en Israël, à Samarie. Mort naturelle. |
| 815–801            | 814–798   | 819–804   | 814–806   | Joachaz                         | יהואחז בן-יהוא מלך ישראל Yeho’ahaz ben Yehu, Melekh Yisra’el     | 2Rois XIII,1-9 ; 2Chr. XXV,17 Régna 17 ans en Israël, à Samarie. Mort naturelle. |
| 801–786            | 798–782   | 805–790   | 806–791   | Joas                            | יואש בן-יואחז מלך ישראל Yeho’ash ben Yeho’ahaz, Melekh Yisra’el  | 2Rois XIII,10 - 2Rois XIV,16 ; 2Chr. XXV,17-25 Régna 16 ans en Israël, à Samarie. Mort naturelle. |
| 786–746            | 782–753   | 790–750   | 791–750   | Jéroboam II                     | ירבעם בן-יואש מלך ישראל Yerav’am ben Yeho’ash, Melekh Yisra’el   | 2Rois XIV,23-29 Régna 41 ans en Israël, à Samarie. Mort naturelle. Le voyage de Jonas à Ninive (durant lequel il fut avalé par une baleine ou un poisson), raconté dans le livre de Jonas, aurait eu cette époque pour contexte.                                                           |
| 746                | 753       | 750–749   | 750       | Zacharie                        | זכריה בן-ירבעם מלך ישראל Zekharyah ben Yerav’am, Melekh Yisra’el | 2Rois XV,8-12 Régna 6 mois en Israël, à Samarie. Assassiné par Shalloum fils de Yabesh. |
| Maison de Shallum  |           |           |           |                                 |                                                                  | |
| 745                | 752       | 749       | 749       | Shallum                         | שלם בן-יבש מלך ישראל Shallum ben Yavesh, Melekh Yisra’el         | 2Rois XV,10-15 Régna 1 mois en Israël, à Samarie. Assassiné par Ménahem fils de Gadi. |
| Maison de Ménahem  |           |           |           |                                 |                                                                  | |
| 745–738            | 752–742   | 749–738   | 749–739   | Ménahem                         | מנחם בן-גדי מלך ישראל Menahem ben Gadi, Melekh Yisra’el          | 2Rois XV,14-22 Régna 10 ans en Israël, à Samarie. Mort naturelle. |
| 738–737            | 742–740   | 738–736   | 739–737   | Peqahya                         | פקחיה בן-מנחם מלך ישראל Peqahyah ben Menahem, Melekh Yisra’el    | 2Rois XV,23-26 Régna 2 ans en Israël, à Samarie. Assassiné dans son palais par l'écuyer Peqah fils de Remalyahu, et 50 hommes. |
| Maison de Peqah    |           |           |           |                                 |                                                                  | |
| 737–732            | 740–732   | 736–732   | 737–732   | Peqah                           | פקח בן-רמליהו מלך ישראל Peqah ben Remalyahu, Melekh Yisra’el     | 2Rois XV,25 - 2Rois XVI,5 ; 2Chr. XXVIII,6 Régna 20 ans en Israël, à Samarie. Assassiné par Osée fils d'Ela. |
| Maison d'Osée      |           |           |           |                                 |                                                                  | |
| 732–722            | 732–722   | 732–722   | 732–722   | Osée                            | הושע בן-אלה מלך ישראל Hoshe’a ben ’Elah, Melekh Yisra’el         | 2Rois XV,30 - 2Rois XVII,4 Régna 9 ans en Israël, à Samarie. Le roi d'Assyrie ayant pris la ville de Samarie, il emprisonna Osée pour trahison, et déporta les Israélites en Assyrie. |

### Maison d'Osée

Généalogie des rois d'Israël et des rois de Juda.